# Otacília (gens)
A gens Otacília, antes chamada Octacília, foi um família plebeia da Roma Antiga. A gens ganhou notoriedade pela primeira vez durante a Primeira Guerra Púnica, mas caiu na obscuridade depois disso. O primeiro membro da família a se tornar cônsul foi Mânio Otacílio Crasso em 263 a.C..

## Origem dagens
O nome Otacílio (Otacilius) pode ser um derivado do prenome Otávio (Octavius) e, embora a forma Otacílio seja a mais correta, é muito mais comum nas fontes posteriores Otacílio. O mais antigo membro da família conhecido foi um nativo de Malevento (Benevento), uma antiga cidade na região da Campânia, que, de acordo com Plínio, o Velho, era habitada pelos hirpinos.

## Prenomes utilizada pelagens
Os primeiros Otacílios favoreciam os prenomes Mânio (Manius), Tito (Titus) e Caio (Gaius). O primeiro Otacílio conhecido tinha o prenome de Numério (Numerius), que ele passou, através de sua filha, para os Fábios. Depois, Cneu (Gnaeus) e Lúcio (Lucius) também aparecem.

## Ramos ecognominadagens
Os únicos nomes de família dos Otacílios são Crassos (Crassus) e Nasos (Naso). O primeiro era um sobrenome comum, que significava "grosso" ou "sólido", o que podia ser uma referência à aparência, ao jeito de se portar ou ao intelecto. Acredita-se que naso seja uma referência ao tamanho do nariz.

## Membros da gens
- Numério Otacílio Maleventano, um rico nativo de Meleventum na primeira metade do século V a.C.[3].
- Otacília, casada com Quinto Fábio Vibulano[3].
- Cneu Otacílio Naso, recomendado por Cícero a Mânio Acílio Glábrio (n. 81 a.C.) em 46 a.C.[5].
- Lúcio Otacílio Pilitu, um libertus que abriu uma escola em Roma onde passou a ensinar retórica em 81 a.C. e teve entre seus pupilos Pompeu Magno. Otacílio então escreveu uma história dele e do pai Cneu Pompeu Estrabão[6][7].
- (Otacílio) Severo ou Severiano, o sogro ou cunhado de Filipe, o Árabe, imperador entre 244 e 249, nomeado governador da Mesopotâmia e da Mésia[8].
- Márcia Otacília Severa, esposa de Filipe, o Árabe, e imperatriz romana entre 244 e 249.

### Otacílios Crassos
- Mânio Otacílio Crasso, um avô dos cônsules de 263 e 261 a.C.
- Caio Otacílio Crasso, pai dos cônsules de 263 e 261 a.C.
- Mânio Otacílio Crasso, cônsul em 263 a.C. durante a Primeira Guerra Púnica. Ele foi para a Sicília com um grande exército e firmou uma paz com Siracusa. Ele foi cônsul novamente em 246[9][10][11][12][13].
- Tito Otacílio Crasso, cônsul em 261 a.C., continuou a guerra contra os cartagineses na Sicília[14].
- Tito Otacílio Crasso, pretor em 217 e 214 a.C.
- Otacília, condenada num julgamento presidido por Caio Aquílio Galo, que foi pretor em 67 a.C. É possível que ela seja a esposa de Marco Juvêncio Laterense; a frase ab Otacilia Laterensi[s] aparece em Valério Máximo.[15].
- Otacílio Crasso, um oficial no exército de Pompeu Magno, recebeu o comando de Lisso, na Macedônia. Ele massacrou duzentos e vinte soldados de Júlio César que se renderam sob a promessa de que não seriam molestados. Depois disso, ele abandonou acidade e se juntou ao corpo principal do exército de Pompeu[16].